# Musée de la ballonnière et du Jamboree de 1947
Das Musée de la ballonnière et du Jamboree de 1947 (Museum der Ballonfahrt und des Pfadfindertreffens von 1947) ist ein Museum am Place Guerbois in Moisson im Département Yvelines.
Es befasst sich mit den zum Teil im Ort gebauten Luftschiffen des Unternehmens Lebaudy Frères zu Beginn des 20. Jahrhunderts und mit dem 6. World Scout Jamboree 1947. Das Museum wird von der Vereinigung Moisson, le Ciel des Géants (Moisson, der Himmel der Riesen) geführt. Neben den Dauerausstellungen werden Sonderausstellungen gezeigt, außerdem finden mit den Museumsthemen thematisch verbundene Buchvorstellungen und Treffen von Teilnehmern des Pfadfindertreffens von 1947 statt. 